# T'ai Fu: Wrath of the Tiger
T'ai Fu: Wrath of the Tiger est sorti en 1999 sur PlayStation. Développé par Dreamworks Interactive et édité par Activision.
Le jeu est placé dans un paysage oriental peuplé par des clans des animaux, tels que des léopards et des serpents.

## Histoire
Le protagoniste du jeu, T'ai Fu, est le dernier survivant restant du clan de tigre et doit voyager pour vaincre le maître de dragon et pour venger les siens.
Sur le chemin, il se renseigne sur les siens et maîtrise plusieurs techniques de kung fu, une de chaque maître de clan qu'il réussit à battre.

## Accueil
- Jeuxvideo.com : 15/20[1]